# Josef Chrbolka
Josef Chrbolka (16. dubna 1912 Mnětice– 2. července 1942 Památník Zámeček ) byl jeden z nejbližších spolupracovníků výsadku Silver A, člen Evangelického sboru a bratranec učitelky Věry Junkové. Také poskytl členům skupiny Operace Silver A důležité zázemí. Parašutista Jiří Potůček přebýval v Chrbolkově domě rovnéž v době, když trpěl Zápalem plic. Starala se o něj Chrbolkova matka Emillie a léčit ho dojížděl Josef Bartoň který byl taktéž z Pardubic. Potůček se pak vrátil do domů k Josefovi Chrbolkovi znovu v 28. května 1942. V domě Atentátu na Heydricha jezdil Josef Chrbolka se zprávami do Ležáků a to až do svého zatčení v 25. června 1942. Dne 2. července 1942 byl poté převezen Gestapem na Památník Zámeček kde byl posléze popraven.

## Život
Josef Chrbolka se narodil 16. dubna 1912. Žil v Mněticích u Pardubic do roku 1938 s rodiči, po smrti otce (zedníka Josefa Chrbolka) pak jen s matkou Emilií. Vojenskou službu nastoupil v roce 1935 u 8. dragounského pluku ve Staré Boleslavi, po roce byl na vlastní žádost přeložen do Bohdanče. Při mobilizaci na podzim 1938 sloužil v prostoru Soběslavi.

## Odboj
V letech 1940 a 1941 učila na škole v Mněticích tehdejší snoubenka Alfréda Bartoše Věra Junková, se kterou byl Josef Chrbolka v kontaktu. V prosinci 1941 došlo ve středních Čechách k seskoku výsadku Silver A pod Bartošovým velením a k jeho následnému přesunu na pardubicko. Alfréd Bartoš kontaktoval Věru Junkovou a poté se do spolupráce s výsadkem zapojil i Josef Chrbolka. Všichni tři členové výsadku navštívili na začátku ledna 1942 Chrbolkův domov, Jiří Potůček zde následně zůstal a pokusil se ze zbudované skrýše vysílat zprávy z vysílačky Libuše do Anglie. Místo se ale ukázalo nefunkční, nepraktické a nebezpečné. Chrbolkovi měli souseda německé národnosti, kterého chodila Emilie Chrbolková v čase vysílání hlídat. Velmi záhy při jedné návštěvě zaslechla, že vysílání částečně zachytává i sousedův běžný radiopřijímač a tak se vysílačka musela i s radistou Potůčkem přesunout nejprve do věže kostela v Mikulovicích a poté do Ležáků. Josef Chrbolka se poté pohyboval mezi Mněticemi, Pardubicemi a Ležáky a vykonával logistickou, zpravodajskou a strážní činnost. K Chrbolkům se Jiří Potůček vrátil na přelomu března a dubna 1942, kdy onemocněl zápalem plic. Do Mnětic jej jezdil léčit dr. Josef Bartoň, léky donášela matka Věry Junkové Emilie Švarcová, po uzdravení se Potůček vrátil do Ležáků. Dne 16. června 1942 došlo ke zradě Karla Čurdy, díky kterému se gestapo dostalo ke jménům a adresám spolupracovníků parašutistů a o den později zatklo Hanu a Václava Krupkovi. V jejich bytě nalezlo i záznamy velitele výsadku Alfréda Bartoše. Není zřejmé co v nich přesně bylo, pravdou je, že nemohlo jít o konkrétní jména, protože k dalšímu zatýkání docházelo postupně jak byla prolamována konspirace. Pardubický úředník Luděk Matura odjel na kole do Ležáků varovat Jiřího Potůčka a společně přepravili vysílačku opět do Mnětic, kde jí s Josefem Chrbolkou načas zakopali, aby se poté přesunula do Kosteleckých Končin. Josef Chrbolka byl zatčen 25. června 1942 v Mněticích a poté vězněn v pardubické donucovací pracovně. Popraven byl 2. července 1942 na pardubickém Zámečku a to ve stejný den a na stejném místě jako Věra Junková, Josef Bartoň a Luděk Matura. Tentýž den byl protektorátním četníkem na opačné straně Pardubic zastřelen i Jiří Potůček, který byl po německém přepadu jeho základny v Končinách na cestě opět k Chrbolkům a který se o jejich zatčení dozvěděl až krátce před smrtí. Tělo Josefa Chrbolky bylo spáleno v pardubickém krematoriu a popel vysypán do Labe. Jeho matka Emilie Chrbolková byla zatčena 29. června 1942. Během věznění a výslechů se neúspěšně pokusila o sebevraždu, což jí paradoxně zachránilo život, protože do konce války zůstala „uklizena“ v sanatoriu v Německém Brodě. Jméno Josefa Chrbolky je umístěno na Pomníku obětem válek v Mněticích.